# دوکنده

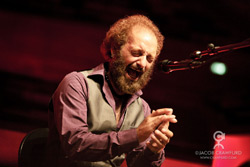
خوان رافائل کورتِس سانتیاگو

دوکُنده (اسپانیایی: Duquende‎) با نام اصلی خوان رافائل کورتِس سانتیاگو یک خواننده‌ی سنتی فلامنکو اسپانیایی است که او را جانشینی برای کامرون د لا ایسلا می‌دانند.
او نخستین خواننده سنتی اسپانیاست که از وی دعوت شد تا در سال ۱۹۹۶ در سالن نمایش مشهور «شانزلیزه» در پاریس، برنامه اجرا کند.